# Heinrich von Kügelgen
Heinrich von Kügelgen (* 26. Augustjul. / 7. September 1836greg. in Tallinn; † 10. Januarjul. / 22. Januar 1860greg. in Tartu) war ein deutschbaltischer Lyriker.

## Leben und Werk
Heinrich Carl von Kügelgen entstammte einem deutschbaltischen Adelsgeschlecht. Er wurde in der estnischen Hauptstadt Tallinn (deutsch Reval) geboren. Kügelgen studierte von 1856 bis 1860 an der Kaiserlichen Universität Dorpat. Er war als Arzt tätig.
Einem größeren Publikum wurde von Kügelgen vor allem als Dichter bekannt. Zu seinen bekanntesten lyrischen Werken gehören
- „Die Tabakspfeife des alten Junggesellen“
- „In der Kirche“
- „Vergieb“

Sie erschienen postum in Jeannot Emil Freiherr von Grotthuss’ Sammelband Das Baltische Dichterbuch.
Dem Werk Heinrich von Kügelgens widmet sich auch der postum erschienene Band Andenken aus der Vergangenheit. Lieder eines früh verewigten Estländers, der 1888 herausgegeben wurde.
Heinrich von Kügelgen verstarb in jungen Jahren im livländischen Tartu (Dorpat) an Typhus.